# Сіявашан
Сіявашан (перс. سياوشان) — село в Ірані, у дегестані Сіявашан, в Центральному бахші, шахрестані Аштіан остану Марказі. За даними перепису 2006 року, його населення становило 826 осіб, що проживали у складі 285 сімей.

## Клімат
Середня річна температура становить 12,79°C, середня максимальна – 32,30°C, а середня мінімальна – -9,70°C. Середня річна кількість опадів – 238 мм.
| Клімат поселення                              | Клімат поселення | Клімат поселення | Клімат поселення | Клімат поселення | Клімат поселення | Клімат поселення | Клімат поселення | Клімат поселення | Клімат поселення | Клімат поселення | Клімат поселення | Клімат поселення | Клімат поселення |
| Показник                                      | Січ.             | Лют.             | Бер.             | Квіт.            | Трав.            | Черв.            | Лип.             | Серп.            | Вер.             | Жовт.            | Лист.            | Груд.            |                  |
| Середній максимум, °C                         | 8,07             | 10,22            | 15,44            | 20,49            | 25,11            | 31,14            | 32,30            | 30,80            | 26,83            | 21,17            | 14,74            | 8,78             |                  |
| Середня температура, °C                       | −0,81            | 1,33             | 6,57             | 11,62            | 16,23            | 22,27            | 25,91            | 24,42            | 20,44            | 14,80            | 8,36             | 2,39             |                  |
| Середній мінімум, °C                          | −9,7             | −7,55            | −2,32            | 2,74             | 7,35             | 13,38            | 19,52            | 18,02            | 14,04            | 8,40             | 1,96             | −4               |                  |
| Норма опадів, мм                              | 34               | 34               | 45               | 31               | 25               | 3                | 1                | 1                | 0                | 9                | 22               | 33               |                  |
| Середньомісячна швидкість вітру, м/с          | 1.81             | 1.98             | 2.94             | 2.79             | 2.57             | 2.44             | 2.50             | 2.30             | 2.13             | 1.94             | 1.90             | 1.41             |                  |
| Середньомісячна сонячна радіація, кДж/м²·день | 9204             | 12523            | 14957            | 18489            | 22454            | 26820            | 26022            | 24135            | 20993            | 15611            | 11080            | 9023             |                  |
| --------------------------------------------- | ---------------- | ---------------- | ---------------- | ---------------- | ---------------- | ---------------- | ---------------- | ---------------- | ---------------- | ---------------- | ---------------- | ---------------- | ---------------- |
| Джерело:                                      |                  |                  |                  |                  |                  |                  |                  |                  |                  |                  |                  |                  |                  |